# Dolgi (Insel)
Dolgi (russisch Остров До́лгий, Ostrow Dolgij, deutsch „Lange Insel“) ist eine schmale, langgestreckte Insel vor der Nordküste Russlands in der Petschorasee, dem südöstlichen Bereich der Barentssee. Administrativ gehört die Insel zum Autonomen Kreis der Nenzen in der Oblast Archangelsk.

## Geographie
Dolgi ist 38 km lang aber nur maximal 4 km breit. Die Südspitze der Insel liegt 12 km vor der Nordküste des Westsibirischen Tieflands. Die Landschaft der relativ flachen Insel ist von mit vielen kleinen Seen und Teichen durchsetzter Tundra geprägt. 